# Augustine Ejangue
Augustine Silvia Ejangue Siliki (née le 19 janvier 1989 à Douala au Cameroun) est une joueuse de football internationale camerounaise qui évolue au poste de défenseur.
Elle évolue pour le club espagnol de Santa Teresa, en Primera División.

## Biographie

### Carrière en club
Elle joue de 2011 à 2013 en faveur de l'Energia Voronej et du WFC Rossiyanka dans le championnat de Russie,.
Un agent russe permet à Ejangue et à sa compatriote Ajara Nchout d’être transférées à l'Energiya Voronej pour un montant assez onéreux en 2011. Mais le séjour en Russie d’Augustine est interrompu par la maladie lorsque les symptômes du paludisme contracté lors d'un rassemblement avec l’équipe nationale du Cameroun se manifestent.
Ejangue signe en 2014 un contrat avec le club suédois Tyresö FF, avant que celui-ci ne subisse une implosion financière. Le club doit alors se retirer de la saison 2014 de Damallsvenskan, perdant ainsi tous les points accumulés et faisant de toutes leurs joueuses des agents libres. Augustine Ejangue termine la saison avec le club d'Amazon Grimstad du championnat de Norvège. 
En février 2015, Ejangue accepte un contrat de deux ans avec un autre club scandinave, le Fortuna Hjørring. Lors de l'été 2017, elle déménage en Espagne et s'engage avec le club de Santa Teresa CD.

### Carrière en sélection
Elle est membre de l'équipe nationale du Cameroun.
Elle participe avec l'équipe nationale aux Jeux olympiques d'été 2012 puis à la Coupe du monde 2015. Lors du tournoi olympique organisé en Angleterre, elle joue trois matchs, contre le Brésil, la Grande-Bretagne et la Nouvelle-Zélande. Lors du mondial organisé au Canada, elle dispute deux matchs, contre le Japon et la Suisse.
Elle participe également avec le Cameroun à trois Coupes d'Afrique des nations, en s'inclinant à chaque fois en finale de la compétition face au Nigeria en 2014 et 2016, et terminant troisième en 2018. En 2019, elle est de nouveau retenue dans la sélection nationale du Cameroun pour la Coupe du monde de football féminin 2019.

## Palmarès
- Finaliste de la Coupe d'Afrique des nations en 2014 et 2016 avec l'équipe du Cameroun
- Troisième de la Coupe d'Afrique des nations féminine de football 2018 avec l'équipe du Cameroun
- Champion du Danemark en 2016 avec le Fortuna Hjørring
- Vainqueur de la Coupe du Danemark en 2016 avec le Fortuna Hjørring
- Vice-championne de Russie en 2015 avec le WFC Rossiyanka